# Штефенешть (комуна)
Штефенешть, Штефенешті (рум. Ștefănești) — комуна у повіті Вилча в Румунії. До складу комуни входять такі села (дані про населення за 2002 рік):
- Добруша (1491 особа)
- Кондоєшть (394 особи)
- Шербенешть (941 особа)
- Штефенешть (884 особи)

Комуна розташована на відстані 148 км на захід від Бухареста, 56 км на південь від Римніку-Вилчі, 46 км на північний схід від Крайови.

## Населення
За даними перепису населення 2002 року у комуні проживали 3710 осіб. Усі жителі комуни рідною мовою назвали румунську.
Національний склад населення комуни:
| Національність | Кількість осіб | Відсоток |
| -------------- | -------------- | -------- |
| румуни         | 3696           | 99,6%    |
| цигани         | 13             | 0,4%     |

Склад населення комуни за віросповіданням:
| Релігія       | Кількість осіб | Відсоток |
| ------------- | -------------- | -------- |
| православні   | 3695           | 99,6%    |
| п'ятдесятники | 8              | 0,2%     |
| баптисти      | 6              | 0,2%     |
| реформати     | 1              | < 0,1%   |